# Liga das Escolas de Samba de Teresópolis
A Liga das Escolas de Samba de Teresópolis (LEST) é uma entidade representativa carnavalesca da cidade de Teresópolis.
Ao todo, são filiadas a ela 10 escolas de samba
O presidente executivo atual Thiago Duque assumiu a LEST no término do ano de 2013 com intuito de sanar com as dívidas e colocar novamente a Instituição a ativa para a retomada do carnaval na cidade de Teresópolis e com menos de 1 mês conseguiu juntamente com sua diretoria sanar com tudo aquilo que impedia da realização do carnaval.
Em 2015 por motivos maiores, a decisão por parte da Prefeitura Municipal de Teresópolis de não disponibilizar verba para o carnaval da cidade impossibilitou a LEST de organizar o carnaval da maneira que ja tinha sido planejado.